# Tukotuko argentyński
Tukotuko argentyński (Ctenomys argentinus) – gatunek gryzonia z rodziny tukotukowatych (Ctenomyidae). Występuje w Ameryce Południowej, gdzie odgrywa ważną rolę ekologiczną. Siedliska tukotuko się na terenach argentyńskich prowincji Chaco, Formosa, Santiago del Estero, oraz Santa Fe.
Tukotuko argentyński – podobnie jak pozostałe tukotuki – prowadzi podziemny tryb życia. Przedstawiciele tego gatunku są samotnikami - każdy dorosły osobnik ma swoją osobną norę. Nawoływania samców (tuk–tuk) można usłyszeć zwykle o świcie w pobliżu wyjść z nor.

## Kariotyp
Garnitur chromosomowy tego zwierzęcia tworzy 22 par (2n=44) chromosomów (FN=54).